# Ophiorrhiza fucosa
Ophiorrhiza fucosa là một loài thực vật có hoa trong họ Thiến thảo. Loài này được Hance mô tả khoa học đầu tiên năm 1877.